# Heather Bergsmaová
Heather Bergsmaová (* 20. března 1989 High Point, Severní Karolína), rozená Richardsonová, je americká rychlobruslařka.
Na mezinárodní scéně působí od roku 2007, kdy se poprvé zúčastnila závodů světového poháru. V roce 2008 skončila na juniorském mistrovství světa na dvanáctém místě. O rok později se již zúčastnila seniorského světového šampionátu na jednotlivých tratích, v závodě na 500 m dojela šestnáctá, na dvojnásobné distanci patnáctá. Na zimních olympijských hrách 2010 byla na trati 500 m šestá a v závodě na 1000 m devátá. Pravidelně závodí i na sprinterském šampionátu, v roce 2011 se umístila na čtvrté příčce. V závodě na 1000 m na mistrovství světa na jednotlivých tratích 2011 vybojovala bronzovou medaili. Na Mistrovství světa ve sprintu 2013 získala zlatou medaili, přičemž výkonem 148,015 bodů překonala světový rekord. V rámci sprinterského MS 2014 vybojovala bronz. Zúčastnila se Zimních olympijských her 2014, kde se v závodě na 500 m umístila na 8. místě, na kilometru a na patnáctistovce byla shodně sedmá a ve stíhacím závodě družstev šestá.
Z Mistrovství světa na jednotlivých tratích 2015 si přivezla kompletní medailovou sbírku (zlato z 500 m, stříbro z 1000 m, bronz z 1500 m); o dva týdny později vybojovala také stříbro na Mistrovství světa ve sprintu. V rámci Světových pohárů 2010/2011, 2012/2013 a 2013/2014 získala celková prvenství na trati 1000 m. V sezóně 2013/2014 zvítězila i v absolutním hodnocení, tzv. Grand World Cupu, přičemž tuto výhru obhájila i v následujícím ročníku. V sezóně 2015/2016 triumfovala v hodnocení SP na tratích 500 m. Na MS 2016 vybojovala stříbrné medaile na distancích 1000 m a 1500 m, tentýž cenný kov získala na následném světovém šampionátu ve sprintu. Z Mistrovství světa 2017 si přivezla zlaté medaile ze závodů na 1000 m a 1500 m a rovněž bronz ze závodu s hromadným startem. Na sprinterském světovém šampionátu toho roku obhájila stříbro. V sezóně 2016/2017 vyhrála v celkové klasifikaci Světového poháru v závodech na 1000 m a 1500 m a rovněž v Grand World Cupu. Zúčastnila se Zimních olympijských her 2018, kde v závodech na 1000 a 1500 m skončila shodně na 8. místě a na trati 500 m byla jedenáctá. V olympijském stíhacím závodě družstev získala bronzovou medaili a v závodě s hromadným startem skončila na 11. místě.
V květnu 2015 se vdala za rychlobruslaře Jorrita Bergsmu.